# Liste der Bodendenkmäler im Bürgerwald (Landkreis Schweinfurt)
Auf dieser Seite sind die Bodendenkmäler in dem unterfränkischen gemeindefreien Gebiet Bürgerwald zusammengestellt. Diese Tabelle ist eine Teilliste der Liste der Bodendenkmäler in Bayern. Grundlage ist die Bayerische Denkmalliste, die auf Basis des Bayerischen Denkmalschutzgesetzes vom 1. Oktober 1973 erstmals erstellt wurde und seither durch das Bayerische Landesamt für Denkmalpflege geführt wird. Die folgenden Angaben ersetzen nicht die rechtsverbindliche Auskunft der Denkmalschutzbehörde.

## Bodendenkmäler im Bürgerwald
| Lage       | Objekt | Akten-Nr.     | Bild |
| ---------- | --- | ------------- | ---- |
| (Standort) | Mittelalterliches oder frühneuzeitliches Pingenfeld. | D-6-6128-0044 |      |
| (Standort) | Vorgeschichtliche Höhensiedlung mit Funden des Endneolithikums sowie der späten Hallstatt- und frühen Latènezeit sowie frühmittelalterliche Ringwallanlage „Vollburg“. | D-6-6028-0055 |      |
| (Standort) | Mittelalterlicher Burgstall. | D-6-6128-0017 |      |